# Трамвай у Темиртау
Трамвай у Теміртау — діюча трамвайна мережа у місті Темиртау,  Казахстану.

## Історія

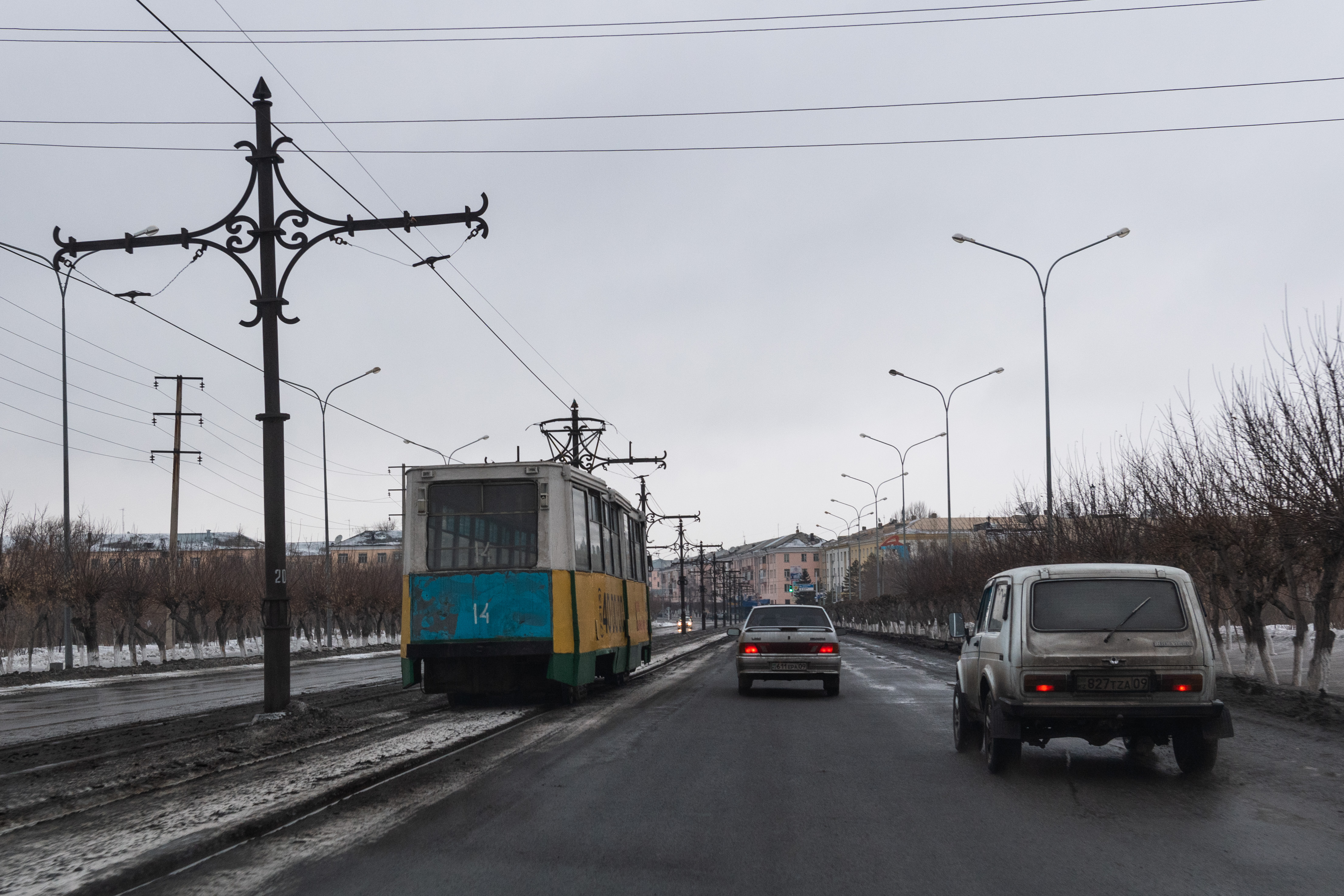
Трамвай Темиртау (2016)

5 вересня 1959 року в Темиртау відкрита трамвайна мережа, яка є однією з чотирьох діючих в Казахстані та є найбільш популярним видом транспорту в місті, оскільки, незважаючи на наявність автобусів, маршрутних таксі, переважна більшість мешканців міста обирає трамвай.
У 1993 році Карагандинський металургійний комбінат придбав для міста 7 нових трамваїв. Будівельники СМП-ЗЗ проклали нову багатокілометрову трамвайну лінію до найвіддаленішого від центру міста 8-го мікрорайону, з відкриттям одразу два нових трамвайних маршрути № 3 та № 4 від 8-го  мікрорайону до Карагандинського металургійного комбіната та до Старого міста. Маршрути № 1 та 3 в Старе місто закриті у грудні 2005 року, а лінія на КХВ закрита 25 червня 2013 року. Вартість проїзду з 1 січня 2013 року складала 40 тенге. Кількість рухомого складу складало 37 трамваїв.
Останніми роками трамвайним рухом керувало АТ «АрселорМіттал Темиртау», історично проїзд для працівників підприємства був безкоштовним.
У 2023 році підприємство припинило обслуговувати трамвайний рух через застарілий рухомий склад, а депо занепало. Коли на підприємство і місто прийшов новий інвестор, відбулося декілька зустрічей із населенням, і одне з головних прохань темиртаусців стосувалася відновлення трамвайного руху. З 1 квітня 2024 року розпочався проєкт відновлення електротранспорту в Темиртау, на що знадобилося 12 млрд тенге. Загальна протяжність колії залишилася незмінною — 23 км. Протягом усього довелося поміняти контактну мережу та замінити 100 опор, тому що сучасні трамваї, які придбані підприємством, вищі на один метр. Відновлення трамвайного руху передбачалося у грудні 2024 року.
Перші трамваї, що надійшли 
з восьми замовлених почали тестові поїздки з пасажирами 13 січня 2025 року, обмеживши двома годинами вранці та ввечері, в «години пік». У подальшому тестові поїздки з пасажирами дещо збільшились, проте регулярний рух було введено лише 10 липня 2025 року.
26 лютого 2025 року стартувала процедура видачі індивідуальних транспортних карт оплати «Онай» співробітникам комбінату, які повинні були отримати карти оплати до кінця першої декади березня 2025 року транспортним комітетом Акімату міста.
З 10 липня 2025 року трамваї курсують у будні з 05:00 до 11:30 з інтервалом 21-26 хвилин, у між піковий період навіть з інтервалом 55 хвилин. На лінії наразі експлуатуються  лише чотири трамваї. Якщо раніше проїзд у трамваях був безкоштовний, то з 9 липня 2025 року проїзд став платний.
З 9 липня 2025 року у трамваях міста металургів запроваджено електронну систему оплати. Оплата здійснюється через термінал або оплачується готівкою водієві. Вартість проїзду в трамваях — 100 тенге. Також оплату проїзду є можливість  здійснити картою «ONAY!», QR-коду або за допомогою SMS. Пільгові категорії, які користуються безкоштовним проїздом: діти від 7 до 18 років, багатодітні матері, нагороджені підвісками «Алтин алқа», «Күміс алқа», орденом «Материнська слава» І та ІІ ступеня, що отримали звання «Мати-героїня», особи з матір'ю; працівники АТ «Кармет», а також дочірніх підприємств ТОВ «Adamtap» при наявності картки «ONAY! Qarmet». Для решти верств населення, хто оплачує готівкою, вартість поїздки — 200 тенге.

## Маршрути
Станом на 2022 рік в місті залишилася єдина лінія:
- № 4 «Цех обжига — 8-й мікрорайон».

Закриті маршрути
- № 1 «Старе місто — Цех обжигу»
- № 2 «Цех обжига — КХП»
- № 3 «Старе місто — 8-й мікрорайон».

## Рухомий склад
Станом на 1 липня 2025 року на балансі підприємства перебувають 40 вагонів, з яких експлуатуються лише трамваї моделі QazTehna YG-LB 160:
| Тип моделі         | Фото | Кількість | Примітки                            |
| ------------------ | ---- | --------- | ----------------------------------- |
| QazTehna YG-LB 160 |      | 8         | Експлуатуються з 2025 року          |
| 71-605 (КТМ-5М3)   |      | 20        | Виведені з експлуатації з 2022 року |
| Tatra KT4DM        |      | 12        | Виведені з експлуатації з 2022 року |

## Галерея

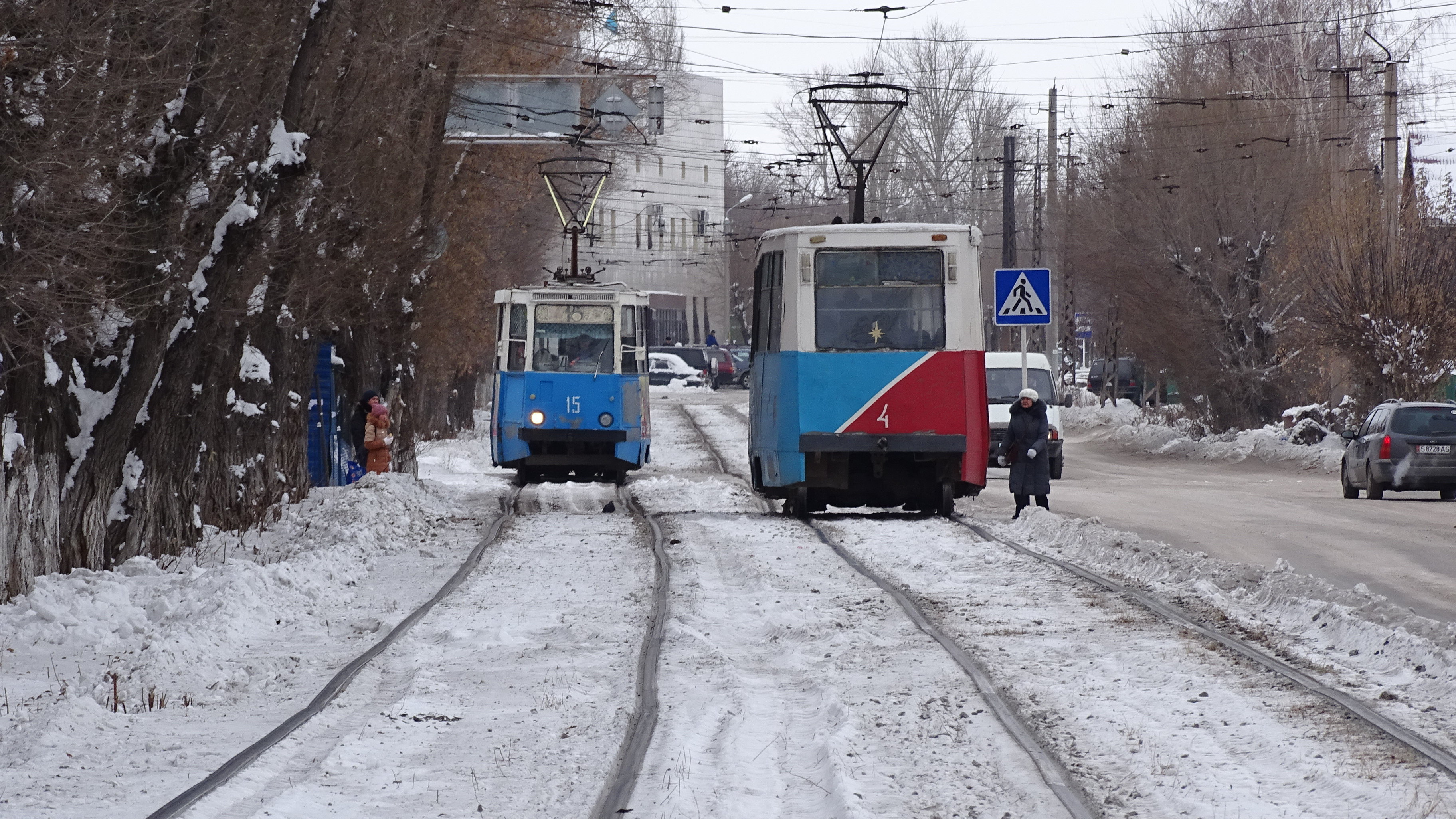
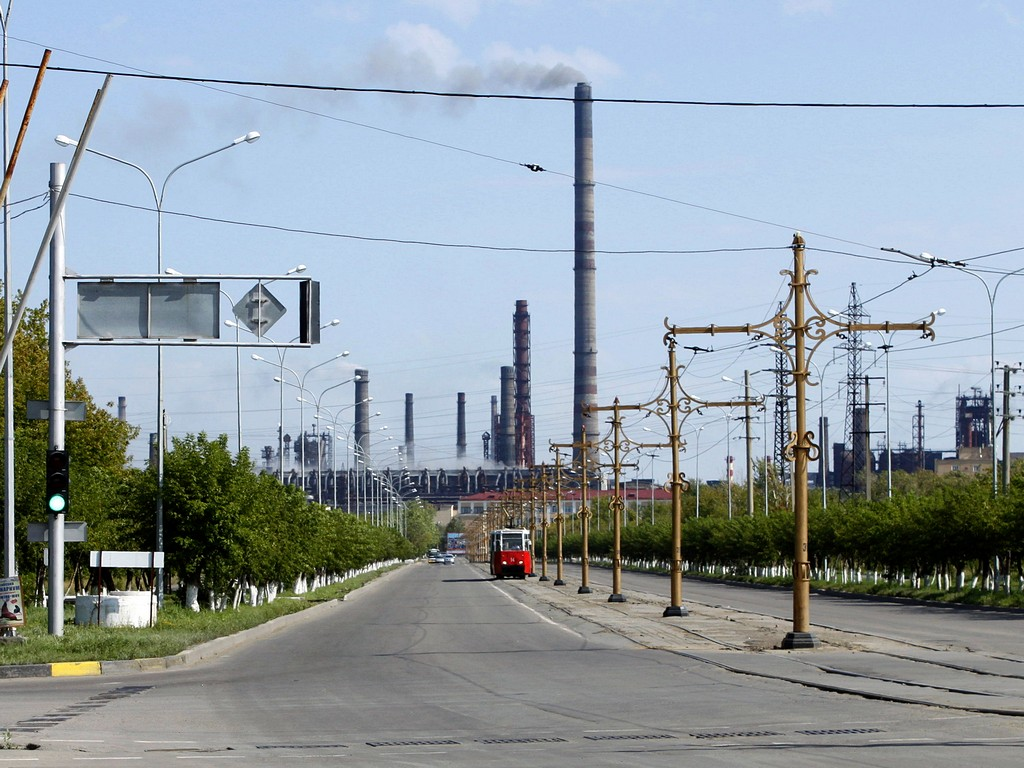
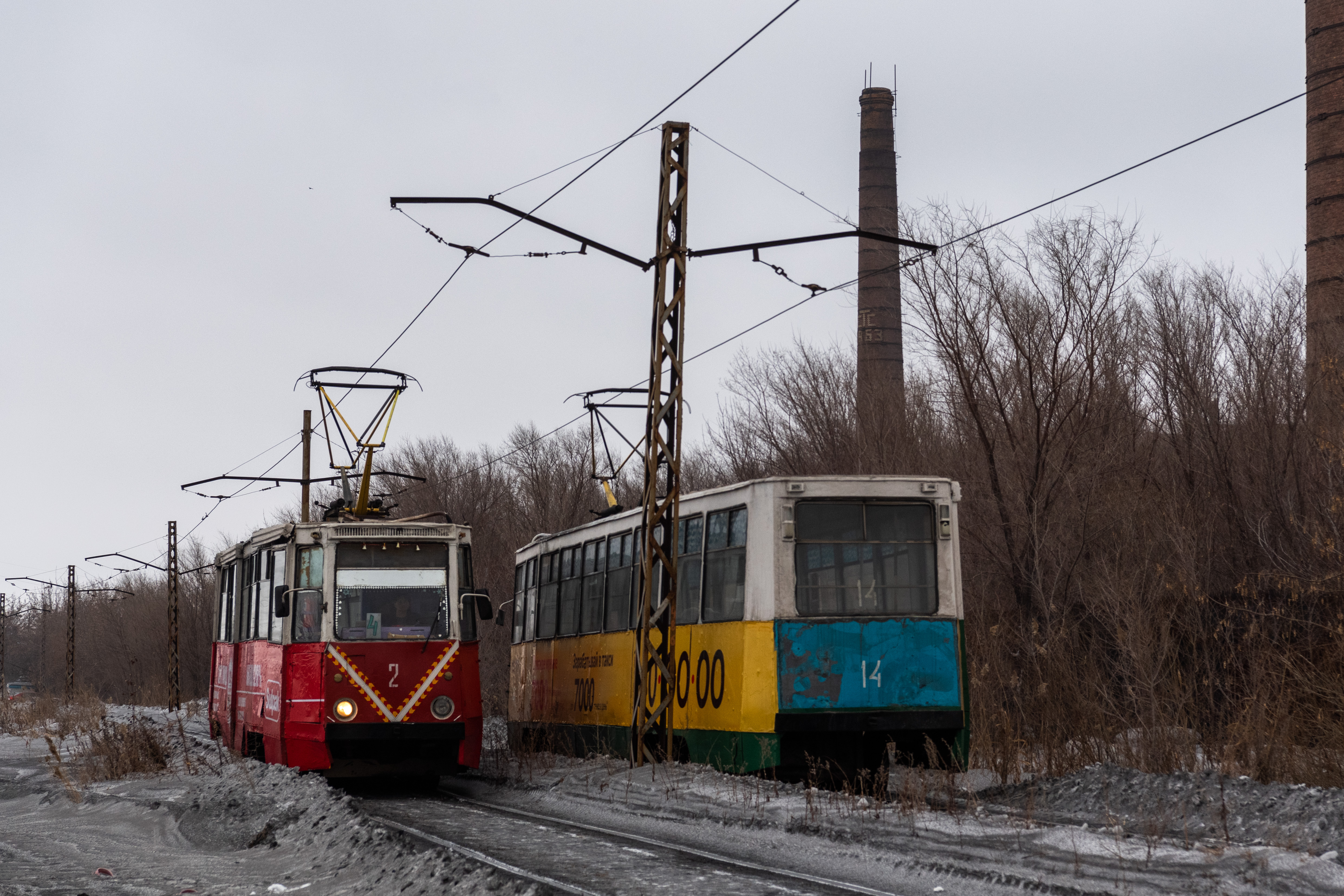
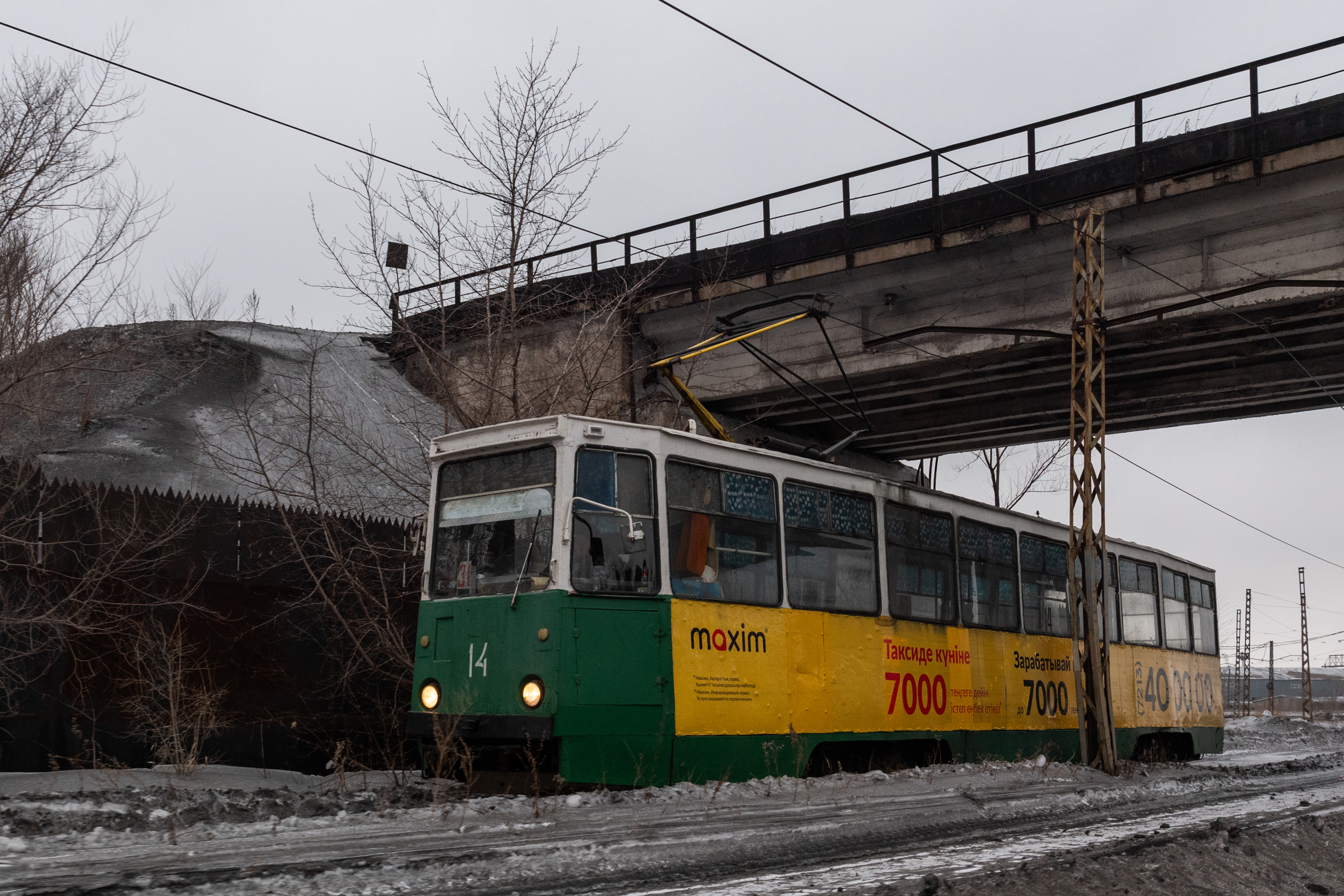